# Ahmet Ayik
Ahmet Ayik est un lutteur turc né le 31 mars 1938 à Doğanşar. Dans la catégories des -97 kg, il est champion olympiques aux Jeux de Mexico en 1968, double champion du monde et double champion d'Europe.

## Palmarès

### Jeux olympiques
- Médaille d'argent aux Jeux olympiques d'été de 1964 à Tokyo, catégorie -97 kg
- Médaille d'or aux Jeux olympiques d'été de 1968 à Mexico, catégorie -97 kg

### Championnats du monde
- Médaille d'or aux championnats du monde 1965 à Manchester, catégorie -97 kg
- Médaille d'argent aux championnats du monde 1966 à Toledo, catégorie -97 kg
- Médaille d'or aux championnats du monde 1967 à New Delhi, catégorie -97 kg

### Championnats d'Europe
- Médaille d'or aux championnats d'Europe 1966 à Karlsruhe, catégorie -97 kg
- Médaille d'argent aux championnats d'Europe 1967 à Toledo, catégorie -97 kg
- Médaille d'or aux championnats d'Europe 1970 à New Delhi, catégorie -97 kg